# Noël Pinot
Pour les articles homonymes, voir Pinot.
Pour les articles ayant des titres homophones, voir Pineau et Pinault.
Noël Pinot (Angers, 19 décembre 1747 - Angers, 21 février 1794), parfois en latin Natalis Pinot, est un prêtre réfractaire catholique, guillotiné pendant la guerre de Vendée. Il a été béatifié par l'Église catholique qui le considère comme martyr. Il est commémoré le 21 février selon le Martyrologe romain.

## Biographie
Dernier des seize enfants d'un tisserand, il perd son père à huit ans et entra au séminaire de sa ville. Ordonné prêtre, a priori, le 22 décembre 1770, il est d'abord nommé  vicaire à Bousse puis procuré en 1772, et ensuite vicaire de Coutures puis de Corzé. Il devient aumônier des Incurables à Angers en août 1781. En septembre 1788, il devint curé du Louroux-Béconnais,.
Survient la Révolution française, il refuse de prêter serment à la Constitution civile du clergé, au contraire de son vicaire, Mathurin Garanger qui, lui, prête le serment le dimanche 23 janvier 1791. Ce dernier se rétracte plus tard et fut exilé en Espagne. La municipalité se plaignant peu après de ce qu'il intriguait « pour engager les ecclésiastiques des environs à s'opposer à la loi », le jour du dimanche 27 février 1791, il monte en chaire pour justifier sa position.
Dénoncé, il est arrêté le 5 mars et condamné à une interdiction de séjour par le tribunal du district. Il se retire alors aux Incurables. Le département cherchant à éloigner les réfractaires, il se cache à Beaupréau. Rentré au Louroux en juin 1793, lors de la guerre de Vendée, il retourne dans la clandestinité après l'échec des insurgés royalistes contre Nantes,.
Noël Pinot est arrêté dans la nuit du 8 février 1794 au 9 février 1794, chez la veuve Pelletier-Taillandier, dans la commune de la Milandrie où il s'est réfugié. Alors qu’il se cache dans un coffre en bois (une maie), avec « tous les ornements nécessaires pour dire la messe ». Une version erronée de cette arrestation, diffusée en 1863, rapporte qu'il est arrêté alors qu'il donne une messe clandestine; il s'y apprêtait simplement. Il est conduit à Angers, et il comparait devant la commission militaire révolutionnaire. Il est guillotiné le 3 ventôse an II (21 février 1794), sur la Place du Ralliement, dans les vêtements liturgiques qu'il portait au moment de son arrestation,,. Il serait monté à l'échafaud en récitant les premières prières de la messe : « Introibo ad altare Dei »,.

## Béatification et culte
Le 26 août 1864, Guillaume Angebault, évêque d'Angers, nomma l'abbé Brouillet, curé du Louroux, commissaire pour procéder à l'« enquête canonique sur la vie et les vertus de son prédécesseur ». Un de ses successeurs, Joseph Rumeau, ayant décidé le 24 février 1905 qu'il y avait lieu de promouvoir sa béatification, une commission fut nommée pour recueillir les documents ; l'abbé François Uzureau rédigea une notice de ce prêtre à cette occasion. Il est béatifié par Pie XI le 31 octobre 1926. Quatre-vingt dix-neuf autres catholiques d'Angers ont également été béatifiés par Jean-Paul II le 19 février 1984. 
La mémoire liturgique de Noël Pinot est célébrée le 21 février,.
Une statue de la cathédrale d'Angers le représente gravissant la première marche de « l'autel de Dieu ».